# Куценко Альфред Миколайович

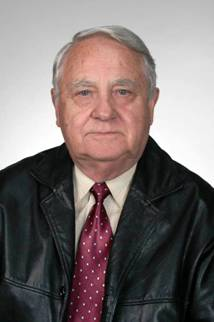
Куценко Альфред Миколайович

Альфред Миколайович Куценко (*16 серпня 1933) — український учений-фізик. Доктор технічних наук, професор. Академік АН ВШ України з 1997 р.

## Біографія
Народився у Луганську. У 1956 р. закінчив фізико-математичний факультет Одеського Національного університету ім. І. І. Мечнікова. Працював один рік вчителем фізики та математики у середній школі села Борщі Одеської обл. З 1957 р. працює в Одеському національному політехнічному університеті. Займав посади асистента, аспіранта, старшого викладача. доцента, професора, 22 роки завідував різними кафедрами. У 1969–1970 рр. працював у Вищому технічному інституті в Камбоджі, в 1970–1972 рр. — в Національній Школі інженерів у Республіці Малі. Викладав французькою мовою фізику, термодинаміку, електродинаміку, геометричну оптику тощо. У 1989 р. працював консультантом завідувача кафедри в вищих навчальних закладах Сьєнфуегоса та Матансаса (Куба). Нині — професор кафедри фізики Одеського національного політехнічного університету.

## Наукова діяльність
Область наукових інтересів: пружні хвилі у деформованому середовищі, нелінійна акустодіагностика деформованого стану речовини та деталей конструкцій, високовольтний розряд у рідинах, що проводять електричний струм, етимологія фізичної термінології, комп’ютерні технології у викладанні фізики.
Автор понад 300 наукових праць, 11 монографій, 9 підручників, 15 навчальних посібників, 10 авторських свідоцтв.
Заслужений діяч науки і техніки України. Нагороджений медаллю «Ветеран праці».